# 오카다 가즈오
오카다 가즈오(岡田 和生, 1942년 10월 3일 ~ )는 일본의 억만장자 사업가이자 미술품 수집가이다.
오카다는 이전에 윈 리조트의 임원이었고 유니버설 엔터테인먼트 코퍼레이션(Universal Entertainment Corporation)의 공동 창립자이자 전 회장이었다. 2017년 재정 관리 부실 혐의로 해임되었다.

## 어린시절
오카다 가즈오는 1942년에 태어났다. 어릴 때 아버지를 여의고 독립하여 가족을 부양했다. 그는 기계공학에 대한 관심과 열정을 살려 공과전문학교에서 공부했다. 파이낸셜 타임즈(Financial Times)와의 인터뷰에서 오카다는 "진공관이 너무 재미있다"고 주장했다.